# 1925 au Yukon
Chronologie du Yukon
- 1921
- 1922
- 1923
- 1924
- 1925
- 1926
- 1927
- 1928
- 1929

Cette page concerne des événements d'actualité qui se sont produits durant l'année 1925 dans le territoire canadien du Yukon.

## Politique
- Commissaire de l'or : George P. MacKenzie (jusqu'au 1er avril) puis Percy Reid (en)
- Législature : 6e puis 7e

## Événements
- 7 septembre : Onzième élection générale yukonnaise (en).
- 29 octobre : Le Parti conservateur remporte l'élection fédérale avec 116 candidats élus contre 99 députés libéraux, 24 progressistes, 2 membres du Parti ouvrier et 2 candidats indépendants. Dans la circonscription du territoire du Yukon, George Black du conservateur est réélu face au libéral Robert Lowe.